# Основна теорема на аритметиката
Основната теорема на аритметиката гласи, че всяко естествено число (n > 1) се представя еднозначно като произведение от прости числа с точност до реда на множителите: 
{\displaystyle n=p_{1}^{\gamma _{1}}p_{2}^{\gamma _{2}}...p_{k}^{\gamma _{k}}}
Разлагането на число на прости множители се нарича още факторизация или канонично разлагане на естественото число.
Прости числа са тези, които се делят без остатък единствено на себе си (и на единица), като: 2, 3, 5, 7, 11, 13, 17 и т.н. В аритметиката е прието, че единицата не е нито просто, нито съставно число. Множеството на простите числа е безкрайно (няма най-голямо просто число).
Най-голямото известно просто число към октомври 2019 г. е 282 589 933 − 1, и се записва с 24 862 048 знака. То е число на Мерсен, както и следващите го единадесет най-големи прости числа.